# Assemansbroek
Assemansbroek of Broecke was een dorp op het Nederlandse eiland Zuid-Beveland. Het dorp verdween tijdens de Sint-Felixvloed van 1530 en is sindsdien onderdeel van het Verdronken Land van Zuid-Beveland. 
Oorspronkelijk lag Assemansbroek in de provincie Zeeland. De aanleg van het Schelde-Rijnkanaal zorgde echter voor een grenscorrectie en sindsdien ligt het verdronken dorp in de provincie Noord-Brabant.

## Geschiedenis
De parochie Assemansbroek is waarschijnlijk eind 13e eeuw gesticht en was eigendom van het Utrechtse kapittel van Oudmunster.
Het dorp en parochie lagen in de Oostwatering. De oostelijke dijk van de Oostwatering was in de 15e eeuw al problematisch. Het onderhoud lag eenzijdig bij parochies als Assemansbroek, die de kosten niet alleen konden dragen.
Cornelis Jacobsz was begin 16e eeuw schout van Assemansbroek, maar hij nam het dijkonderhoud weinig serieus: hij stopte stro in de zwakke dijk en dekte dat met aarde af. Hij werd vanwege deze gevaarlijke praktijk gevangengenomen, maar Jacob Speck, de corrupte burgemeester van Reimerswaal, liet hem weer vrij.
Door de Sint-Felixvloed van 1530 werd Zuid-Beveland overstroomd en daarmee ging ook Assemansbroek verloren.

## Fundering van de kerk
Op de locatie van het voormalige dorp ontstond na de overstroming van 1530 de Molenplaat. Bij deze plaat werd in 1969/1970 een haven aangelegd waarbij de fundering van de Assemansbroekse kerk werd aangetroffen in het dijktalud. De fundering is weggebroken en elders in een nieuw gegraven gat gedumpt.
In 1972 kwam de Molenplaat in gebruik als depot voor baggerspecie, afkomstig van de aanleg van het Schelde-Rijnkanaal, waarna de plaat eind 20e eeuw werd omgevormd tot natuurgebied.